# Canthon vazquezae
Canthon vazquezae là một loài bọ cánh cứng trong họ Bọ hung (Scarabaeidae).